# Bayerische Autowerke

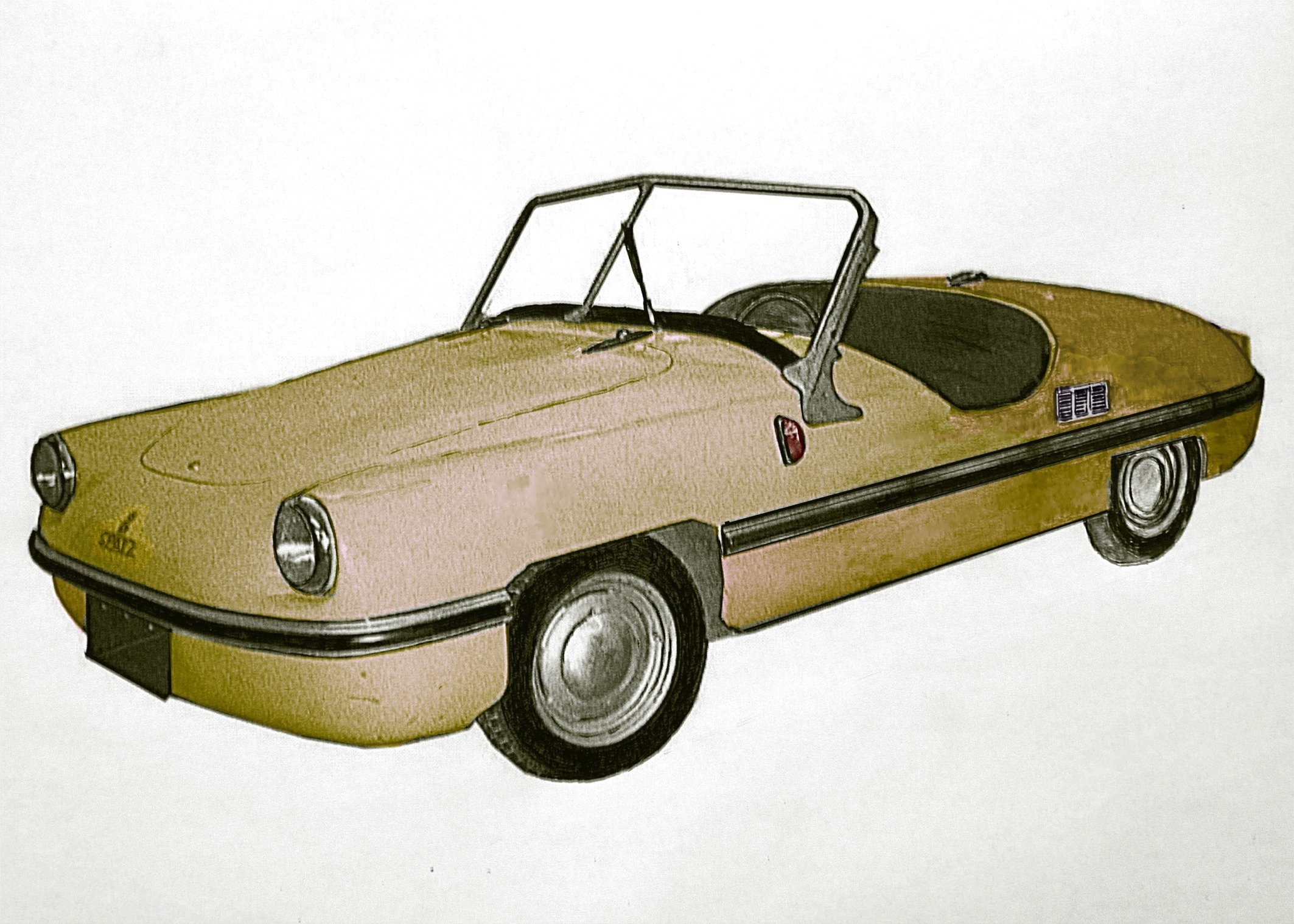
Spatz 200

Die Bayerischen Autowerke waren ein deutscher Automobil-Hersteller der 1950er Jahre mit Sitz in Traunreut.

## Beschreibung
1955 erwarb Harald Friedrich, Inhaber der ALZMETALL – Werkzeugmaschinenfabrik und Gießerei, eine Lizenz für den Bau eines Automobils des Konstrukteurs Egon Brütsch und ließ das Auto von dem damals 77-jährigen Hans Ledwinka, ehemals Tatra, verbessern. 1956 gründete Friedrich zusammen mit den Victoria Zweirad Werken die Bayerischen Autowerke GmbH, um der Krise in der Zweiradbranche entgegenzuwirken. Das Unternehmen brachte den Kleinstwagen „Spatz 200“ auf den Markt. Den Vertrieb übernahm das Victoria-Händlernetz. Zunächst hatte der Spatz einen 191-cm³-Viergangmotor von Fichtel & Sachs, dann einen gebläsegekühlten 250-cm³-VICTORIA-Zweitaktmotor mit einer Peggy- und Swing-ähnlichen elektromagnetischen Fünfgangschaltung. Diese stärkere Version trug den Namen „Victoria 250“ und wurde in Nürnberg endgefertigt. 1588 „Spatz 200“ bzw. „Victoria 250“ wurden hergestellt. Der Verkaufserfolg des „Spatz“ und auch des „Victoria 250“ war insgesamt aber zu gering, sodass die Produktion im Februar 1958 eingestellt wurde.